# 2051 Chang
A 2051 Chang (ideiglenes jelöléssel 1976 UC) a Naprendszer kisbolygóövében található aszteroida. Harvard Obszervatórium fedezte fel 1976. október 23-án.